# Bente Nordby
Bente Nordby (* 23. Juli 1974) ist eine ehemalige norwegische Fußballspielerin. Die Torfrau spielte für den schwedischen Verein Djurgårdens IF/Älvsjö in der Damallsvenskan und in der norwegischen Nationalmannschaft. Nordby gehörte zu den besten Torhüterinnen der Welt.

## Werdegang
Nordby begann ihre Karriere beim Verein Sprint/Jeløy (heute FK Athene Moss). Mit 17 Jahren feierte sie 1991 ihr Debüt in der norwegischen Nationalmannschaft, mit der sie zwei Jahre später Europameister wurde. Im gleichen Jahr feierte sie mit ihrem Club die erste norwegische Meisterschaft. 1995 wurde Nordby mit der norwegischen Auswahl nach einem 2:0-Sieg über Deutschland Weltmeister. Zweimal nahm Nordby mit der norwegischen Nationalmannschaft an den Olympischen Spielen teil. 1996 in Atlanta gewann sie Bronze, 2000 in Sydney sogar die Goldmedaille.
Nach den Olympischen Spielen in Sydney wechselte Nordby in die US-amerikanische Profiliga WUSA, wo sie für Carolina Courage und San Diego Spirit spielte. Nach der Insolvenz der WUSA kehrte sie nach Norwegen zurück und schloss sich Kolbotn IL an. Mit Kolbotn feierte sie zwei weitere Meistertitel, ehe sie 2004 zu Asker FK wechselte. Nach dem Zwangsabstieg von Asker FK wechselte Nordby zum Stockholmer Verein Djurgårdens IF/Älvsjö. Im Januar 2007 kündigte sie an, ihre Karriere am Jahresende zu beenden. Ihr letztes Länderspiel machte sie am 27. Oktober 2007 beim 3:0 gegen Russland. Mit 172 Länderspielen war sie bis zum 14. Juni 2014 die europäische Torhüterin mit den meisten Länderspielen, dann wurde sie von der Schottin Gemma Fay überboten, die 2016 ihrerseits von der US-Amerikanerin Hope Solo abgelöst wurde.
Im April 2007 wurde sie für das Spiel der „FIFA Women’s World Stars“ gegen die Chinesische Fußballnationalmannschaft der Frauen aus Anlass der Gruppen-Auslosung für die WM 2007 nominiert und stand in der ersten Halbzeit im Tor.
Entgegen der ursprünglichen Absicht wechselte sie Anfang 2008 noch für eine Halbsaison zu Olympique Lyon nach Frankreich, wo sie die verletzte Stammtorhüterin ersetzte. Diese „Vertretungszeit“ erstreckte sich dann bis zum Ende der Saison 2008/09. So kam sie noch zu mehreren Einsätzen im europäischen Meisterwettbewerb und zwei französischen Meistertiteln.
Nordby wurde viermal zur Weltfußballerin des Jahres vorgeschlagen, ging aber jedes Mal leer aus. Ihre Stärken waren blitzschnelle Reflexe auf der Torlinie. Schwächen zeigte sie lediglich in der Strafraumbeherrschung.

## Erfolge
- Weltmeister 1995
- Europameister 1993
- Olympiasieger 2000
- Olympische Bronzemedaille 1996
- Französischer Meister 2008, 2009
- Norwegischer Meister 1993, 2002, 2003
- 172 Länderspiele

## Auszeichnungen
- 2007: Wahl in das All-Star-Team der WM

## Privates
Mit ihrer Lebensgefährtin, der norwegischen Fußballspielerin Dorte Dalum Jensen, wohnt sie in Lillestrøm.